# Skivehus Amt
Skivehus Amt blev oprettet i 1662 af det tidligere Skivehus Len. Det omfattede halvøen Salling og øen Fur. Dvs. herrederne:
- Harre
- Hindborg
- Nørre
- Rødding

Amtet blev nedlagt ved reformen af 1793, og indgik derefter i Viborg Amt.
Amtet omfattede købstaden Skive og 38 landsogne. Ved folketællingen i 1787 havde amtet 9.243 indbyggere.

## Amtmænd
- 1750 – 1773: Werner Rosenkrantz
- 1773 – 1789: Christian Carl Gabel
- 1789 – 1813: Niels Sehested